# Сем Карр
Сем Карр (англ. Sam Carr; 7 липня 1906—1989) — канадський політичний діяч, член Комуністичної партії Канади.

## Біографія
Сем Карр (уроджений Шміль Коган) народився в Томашполі (нині селище міського типу в Вінницькій області) в 1906 році. У 1924 році іммігрував до Канади, проживав у Вінніпезі і Реджайні, в 1925 році влаштувався в Монреалі. Карр став організатором у Комуністичному союзі молоді Канади спільно з Фредом Роузом.
У 1931 році Карр був заарештований разом із низкою інших керівників Комуністичної партії та 30 місяців провів у в'язниці Кінгстон. Після звільнення з в'язниці, в 1935 році, він організував марш на Оттаву.
Карр був редактором газети комуністичної партії Кларіон, поки в 1940 році комуністична партія не була знову оголошена поза законом, і йому й іншим лідерам партії не довелося бігти в Сполучені Штати. У 1942 році, після того, як у результаті німецького вторгнення в СРСР Радянський Союз став союзником Канади у війні, партійні лідери, які пішли в підпілля, такі як Сем Карр і Тімоті Бак, здалися владі і після десятиденного ув'язнення були звільнені під обіцянку утримуватися від комуністичної діяльності. В 1943 році Сем Карр став організатором Робочої прогресивної партії — легальної партії канадських комуністів.
У 1946 році, після втечі Ігоря Гузенка в Оттаву, на арешт Карра був виданий ордер, і Карр знову втік у Сполучені Штати. Королівська комісія по шпигунству почала розслідувати його діяльність. У 1949 році визнаний винним у змові з метою отримання фальшивого паспорта і поміщений у в'язницю на сім років. Потім переїхав у Польщу. Карр був одним з головних вербувальників шпигунів для СРСР у Канаді.
Після звільнення з в'язниці Карр більше не був членом Комуністичної партії, але став активістом лівої прогресивної організації United Jewish Peoples' Order (UJPO) і перебував у ній аж до своєї смерті в 1989 році. Він писав для журналу UJPO під псевдонімом Джордж Льюїс.